# Kiyama
Kiyama (基山町?) è una cittadina giapponese della prefettura di Saga.